# Varun Dhawan
Pour les articles homonymes, voir Dhawan.
Varun Dhawan (né le 24 avril 1987) est un acteur indien de Bollywood. Il est le fils du réalisateur David Dhawan.

## Biographie
Après avoir étudié la gestion d'entreprise en Angleterre, en 2010 il travaille comme assistant du réalisateur Karan Johar sur le drame My Name Is Khan. Varun Dhawan fait ses débuts d'acteur en 2012 dans la comédie romantique Student of the Year (Karan Johar) qui devient l'un des plus gros succès commerciaux de l'année et pour lequel il reçoit une nomination au Filmfare Award du meilleur espoir masculin. En 2014, il obtient le rôle principal dans deux comédies à succès : Main Tera Hero, réalisé par son père, et Humpty Sharma Ki Dulhania dans lequel il retrouve sa partenaire de SOTY, Alia Bhatt. En 2015, il interprète un mari vengeur dans le thriller Badlapur. Ensuite, dans la même année, il a tourné dans un film Dilwale, sorti le 18 décembre, au côté des plus grands acteurs du monde du Bollywood, Sharukh Khan et Kajol mais aussi de Kriti Sanon. En 2016, il joue aussi dans Dishoom(film réalisé par son frère Rohit Dhawan).En 2017, il continue la saga "dulhania" avec Alia Bhatt. dans Badrinath Ki Dulhania et durant la même année, il joue en tant que Raja et Prem (2 frère jumeaux) dans Judwaa 2 qui est réalisé par son père.

## Filmographie
- 2012 - Student of the Year de Karan Johar : Rohan
- 2014 - Humpty Sharma Ki Dulhania de Shashank Khaitan : Humpty Sharma
- 2014 - Main Tera Hero de David Dhawan : Seenu

- 2015 - Badlapur : Raghu
- 2015 - Any Body Can Dance 2 : Suresh
- 2015 - Dilwale de Rohit Shetty : Veer

- 2016 - Dishoom  de Rohit Dhawan : Junaid
- 2017 - Badrinath Ki Dulhania de Shashank Khaitan avec Alia Bhatt
- 2017 - Judwaa 2 de David Dhawan
- 2018 - October de Shoojit Sircar:Danish
- 2018 - Nawabzaade de Jayesh Pradhan
- 2018 - Sui Dhaaga — Made in India de Sharat Katariya avec Anushka Sharma : Mauji
- 2019 - Kalank de Abhishek Varman : Zafar
- 2019 - Bharat de Ali Abbas Zafar: Dhirubhai Ambani
- 2020: Street Dancer de Remo D'Souza: TBA
- 2020:  coolie No. 1 de  David Dhawan : Raju